# 上信越
上信越（じょうしんえつ）とは、上野国（群馬県）、信濃国（長野県）、越後国（新潟県）の3国の総称である。

## 「上信越」を冠する企業・名称など
- 上信越自動車道
- セコム上信越
- 上信越高原国立公園

## 交通
3県を結ぶ交通機関として、上信越自動車道、国道18号、北陸新幹線がある。北陸新幹線開業前は信越本線も3県を直接繋いでいた。
沿線は温泉やスキー場の密集地として知られ、冬にはスキー客で賑わう。上越市南部の高田は、日本のスキーの発祥地でもある。